# دیوان وحشی بافقی
دیوان مولانا شمس الدین (کمال الدین) محمد وحشی بافقی شامل شعر فارسی است که تا سال ۹۳۹ قمری به زبان فارسی سروده شده‌است.

## محتوا
دیوان وحشی بافقی کتابی است مشتمل بر همه اشعار باقی‌مانده از وحشی بافق که به زبان فارسی سروده شده‌است. مهم‌ترین بخش آن، غزلیات ولی مشهورترین بخش آن مثنوی‌های اوست. شعرهایی در دیگر قالب‌های شعری همانند قصاید، قطعات، رباعیات، ترکیب‌بند، ترجیع‌بند، مخمسات و مثنویات هم در این دیوان هست.
1. مثنوی خلد برین شامل ۵۸۶ بیت در وزن مفتعلن مفتعلن فاعلن و بحر سریع مسدس مطوی مکشوف است.
2. مثنوی ناظر و منظور شامل ۱۵۶۱ بیت در وزن مفاعیلن مفاعیلن فعولن و بحر هزج مسدس محذوف است.
3. مثنوی شیرین و فرهاد شامل ۱۰۷۰ بیت در وزن مفاعیلن مفاعیلن فعولن و بحر هزج مسدس محذوف است.

وی در سال ۹۶۶ مثنوی ناظر و منظور را به پایان رساند و در سال ۹۹۱ مثنوی شیرین و فرهاد را تا بیت ۱۰۷۰ سرود. بعدها وصال شیرازی ۱۲۵۱ بیت به مثنوی شیرین و فرهاد افزود و صابر شیرازی با افزودن ۳۰۴ بیت، مثنوی مزبور را به اتمام رساند.
در مجموع این دیوان شامل ۵۷۰ شعر با ۹۰۷۶ بیت است.

## قالب‌های شعری
| ردیف | قالب شعری | تعداد شعر | تعداد بیت |
| ---- | --------- | --------- | --------- |
| ۱    | غزل       | ۳۹۵       | ۲۳۳۸      |
| ۲    | قصیده     | ۴۳        | ۱۸۷۰      |
| ۳    | قطعه      | ۴۳        | ۲۲۴       |
| ۴    | رباعی     | ۶۶        | ۱۳۲       |
| ۵    | ترکیب‌بند  | ۱۱        | ۵۸۵       |
| ۶    | ترجیع‌بند  | ۱         | ۱۲۵       |
| ۷    | مخمس      | ۱         | ۱۲        |
| ۸    | مثنوی     | ۱۰        | ۳۷۹۰      |
|      | مجموع     | ۵۷۰       | ۹۰۷۶      |

## اوزان شعری
از مجموع ۵۷۰ شعر وحشی بافقی:
1. تعداد ۳۵۵ غزل، ۱۴ قصیده، ۲۰ قطعه و ۳۷ رباعی به عبارت دیگر ۴۲۶ یعنی ۷۴/۷۴ درصد اشعارش مُردَّف (ردیف‌دار) است.
2. تعداد ۳۳ یعنی ۵/۷۹ درصد اشعارش دارای اوزان دوری است.
3. بحر ۵۱۳ یعنی ۹۰ درصد شعرها مثمن و ۵۷ یعنی ۱۰ درصد مسدس است.
4. بحر ۲۰۰ شعر هزج، ۱۷۲ شعر رمل، ۸۷ شعر مضارع، ۴۷ شعر مجتث، ۲۷ شعر رجز، ۲۴ شعر خفیف، ۶ شعر متقارب، ۵ شعر منسرح و ۲ شعر سریع است.
5. بحر ۸۷ یعنی ۱۵/۲۶ درصد سالم و ۴۸۳ یعنی ۸۴/۷۴ درصد غیرسالم است.[۶]

## سال نگارش
دیوان وحشی بافقی تا سال ۹۹۱ قمری نوشته شده‌است.

## ویژگی سبکی
استفاده از تشبیه، تضمین، جناس و سهل ممتنع بودن و عدم استفاده از ترکیبات عربی و واژه‌های مشکل از مهم‌ترین ویژگی‌های سبکی اشعار وحشی بافقی بشمار می‌آید.

## چاپ
در سال ۱۳۹۲ دیوان وحشی بافقی توسط عزیزالله علیزاده تصحیح شد که انتشارات فردوس آن را به چاپ رساند و تا حال دو بار منتشر شده‌است. مصحح در ابتدای کتاب در پنج صفحه به معرفی زندگی و آثار وحشی بافقی پرداخته‌است. وی می‌نویسد: «در چاپ حاضر چهار مورد ذیل بدان اضافه گردیده‌است:
1. کشف الابیات؛
2. نامگذاری غزلیات، قصاید، قطعات ترکیب‌بندها، ترجیع‌بند، مخمس و مثنویات؛
3. ذکر اوزان و بحور اشعار؛
4. فهرست اعلام شامل اسامی اشخاص، اماکن جغرافیایی و کتاب‌ها.[۱۲]